# Dynaspidiotus andersoni
Dynaspidiotus andersoni är en insektsart som beskrevs av Alfred Serge Balachowsky 1958. Dynaspidiotus andersoni ingår i släktet Dynaspidiotus och familjen pansarsköldlöss. Inga underarter finns listade i Catalogue of Life.